# Birt (månekrater)
Birt er et nedslagskrater på Månen. Det befinder sig på Månens forside i den østlige halvdel af Mare Nubium. Det er opkaldt efter den engelske amatørastronom William R. Birt (1804 – 1881).
Navnet blev officielt tildelt af den Internationale Astronomiske Union (IAU) i 1970. 
Observation af krateret rapporteredes første gang i 1647 af Johannes Hevelius. 

## Omgivelser
Øst for Birtkrateret ligger Rupes Recta, en lang lineær dannelse, som kaldes den "lige væg". Det er en forhøjning i overflade af maret med en maksimal højde på ca. 240 meter, en bredde på omkring 2,5 km og en længde på 100 km. Vest for Birt løber en rille ved navn "Rima Birt" i en bue i nord-nordvestlig retning fra "Birt F" til "Birt E". 

## Karakteristika
Birtkrateret er skålformet med en forhøjet rand. Det meget mindre krater "Birt A" skærer ganske lidt ind i det langs den sydøstlige rand.

## Satellitkratere
De kratere, som kaldes satellitter, er små kratere beliggende i eller nær hovedkrateret. Deres dannelse er sædvanligvis sket uafhængigt af dette, men de får samme navn som hovedkrateret med tilføjelse af et stort bogstav. På kort over Månen er det en konvention at identificere dem ved at placere dette bogstav på den side af satellitkraterets midte, som ligger nærmest hovedkrateret. Birtkrateret har følgende satellitkratere:
| Birt | Længde  | Bredde  | Diameter |
| ---- | ------- | ------- | -------- |
| A    | 22,5° S | 8,2° V  | 7 km     |
| B    | 22,2° S | 10,2° V | 5 km     |
| C    | 23,7° S | 8,3° V  | 2 km     |
| D    | 21,0° S | 9,8° V  | 3 km     |
| E    | 20,7° S | 9,6° V  | 5 km     |
| F    | 22,3° S | 9,1° V  | 3 km     |
| G    | 23,1° S | 8,2° V  | 2 km     |
| H    | 23,0° S | 9,1° V  | 2 km     |
| J    | 23,0° S | 9,4° V  | 2 km     |
| K    | 22,4° S | 9,7° V  | 2 km     |
| L    | 21,6° S | 9,3° V  | 3 km     |

## Måneatlas
- Billeder af Birtkrateret i LPI-måneatlasset